# Alexander Hernández
Alexander Nahuel Hernández Domínguez (Montevideo, 18 agosto 2004) è un calciatore uruguaiano, centrocampista dell'Oriental in prestito dal Racing Montevideo.

## Carriera
Hernández è cresciuto nel settore giovanile del Racing Montevideo, con cui ha debuttato il 18 agosto 2023 nell'incontro di Primera División vinto 4-1 contro il Plaza Colonia.

## Statistiche

### Presenze e reti nei club
Statistiche aggiornate al 3 maggio 2024.
| Stagione        | Squadra           | Campionato      | Campionato | Campionato | Coppe nazionali | Coppe nazionali | Coppe nazionali | Coppe continentali | Coppe continentali | Coppe continentali | Altre coppe | Altre coppe | Altre coppe | Totale | Totale | Totale |
| Stagione        | Squadra           | Comp            | Pres       | Reti       | Comp            | Pres            | Reti            | Comp               | Pres               | Reti               | Comp        | Pres        | Reti        | Pres   | Reti   |        |
| --------------- | ----------------- | --------------- | ---------- | ---------- | --------------- | --------------- | --------------- | ------------------ | ------------------ | ------------------ | ----------- | ----------- | ----------- | ------ | ------ | ------ |
| 2023            | Racing Montevideo | PD              | 10         | 0          | CU              | 0               | 0               |                    | -                  | -                  |             | -           | -           | 10     | 0      |        |
| 2024            | Racing Montevideo | PD              | 3          | 0          | CU              | 0               | 0               | CS                 | 2                  | 0                  |             | -           | -           | 5      | 0      |        |
| Totale carriera | Totale carriera   | Totale carriera | 13         | 0          |                 | 0               | 0               |                    | 2                  | 0                  |             | -           | -           | 15     | 0      |        |